# Чуйченко, Роман Юрьевич
Роман Юрьевич Чуйченко (род. 20 июня 1971, Моздок, Северо-Осетинская АССР) — российский политик, депутат Государственной Думы Федерального Собрания Российской Федерации 6-го созыва.

## Биография
В 1993 г. окончил механико-математический факультет Саратовского государственного университета по специальности «прикладная математика». В 1992—1995 гг. — эксперт, корреспондент Поволжского информационного агентства (г. Саратов). В 1996—1997 гг. — аспирант Саратовского государственного технического университета.
В 2000—2003 гг. — замдиректора НОУ «Центр менеджмента и подготовки кадров». В 2003—2005 гг. — заместитель генерального директора ООО «Информационное агентство „Новости Саратовской губернии“», руководитель пресс-службы губернатора, заместитель министра информации и печати Саратовской области.
С 3 апреля 2012 по июнь 2013 г. — министр информации и печати Саратовской области.

### Депутат госдумы
C 23 октября 2013 по 4 октября 2016 г. — депутат Госдумы от Свердловской области (фракция «Единая Россия»).
С февраля 2014 по январь 2019 г.  — президент Межрегиональной общественной организации "Межрегиональный союз журналистов", учредитель МОО с февраля 2014 по декабрь 2021 г.
Январь-август 2017 г. — заместитель директора саратовского ГАУК «Детское театрально-концертное учреждение» (старый ТЮЗ).
С 15 августа 2017 г. — заместитель директора ГТРК «Саратов».
С февраля 2018 года — по настоящее время занимает должность руководителя Управления Роскомнадзора по Саратовской области.
Женат, воспитывает трёх сыновей.